# Christuskirche (Wesel)

Christuskirche (Wesel)

Die Christuskirche ist eine evangelische Kirche im Weseler Stadtteil Flüren. Zur 1965 eingeweihten Kirche gehört ein freistehender Turm.

## Lage
Die Christuskirche befindet sich im nordwestlichen Weseler Stadtteil Flüren. Sie liegt am Flürener Weg etwas nördlich des zentralen Flürener Marktplatzes. Das Kirchengebäude ist innerhalb eines Wohngebiets gelegen. Nur wenige hundert Meter nordwestlich beginnt jedoch bereits der Flürener Wald, der zusammen mit dem Diersfordter Wald ein ausgedehntes Waldgebiet nordwestlich von Wesel bildet.

## Geschichte
Vor dem Zweiten Weltkrieg besaß Flüren als Dorf mit wenigen Hundert Einwohnern anders als umliegende Ortschaften wie Bislich, Diersfordt und die Stadt Wesel keine eigene evangelische Kirche. Nach dem Krieg kam es zu einem starken Anwachsen der Bevölkerungszahl und Flüren wurde zu einem stadtnahen Wohnort mit mehreren Tausend Einwohnern. Nachdem bereits 1958 ein evangelisches Gemeindehaus mit einem Saal für Gottesdienste eingerichtet worden war, begann 1963 der Bau des Kirchengebäudes. Das Gebäude mit frei stehendem Turm wurde am 20. Juni 1965 eingeweiht. 1971 erhielt die Kirche eine von Hermann Eule Orgelbau Bautzen aus der damaligen DDR gebaute Orgel. In der zweiten Jahreshälfte 2013 wurden umfassende Renovierungsarbeiten am Gebäude durchgeführt, um Energieeffizienz sicherzustellen und ein neues Beleuchtungskonzept einzuführen.